# Mico melanurus
El tití de cola negra (Mico melanurus) es una especie de primate platirrino de la familia Callitrichidae, aunque hasta principios del siglo XXI se lo incluía en la familia Cebidae.

## Distribución
Vive desde el centro sur de la selva amazónica en Brasil, en el Pantanal, en el este de Bolivia y en el norte del Chaco paraguayo. Es la especie del género Mico más austral de todas, y la única que posee distribución fuera de la selva amazónica.

## Descripción
Mide 55 cm de los cuales más de la mitad pertenecen a la cola con un peso total de 380 gramos.
El pelo es de color marrón oscuro con una banda blanca-amarillenta que se extiende hasta la columna vertebral a la parte interior del muslo,como dice su nombre su cola es negra.Las orejas y la cara son desnudas.

## Hábitos
Es un animal diurno y arbóreo duermen en la densa vegetación o en árboles huecos.
Viven en grupos de 3 a 12 individuos y define su propio territorio a partir de glándulas.
Se alimenta de savia y gomoresina complementa su dieta con huevos de aves, frutos, insectos, y pequeños vertebrados.